# Oreosomatidae

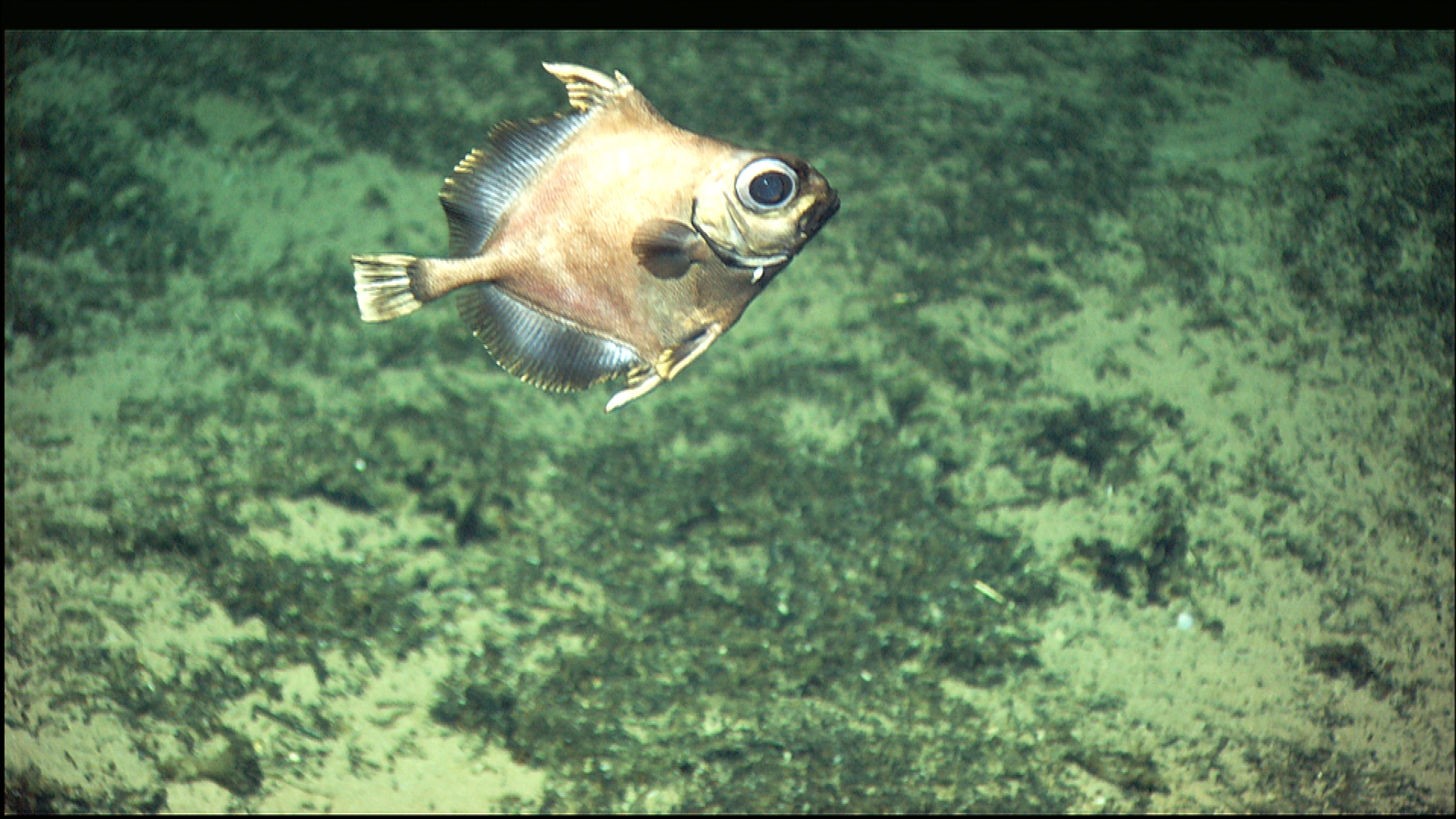
Neocyttus helgae

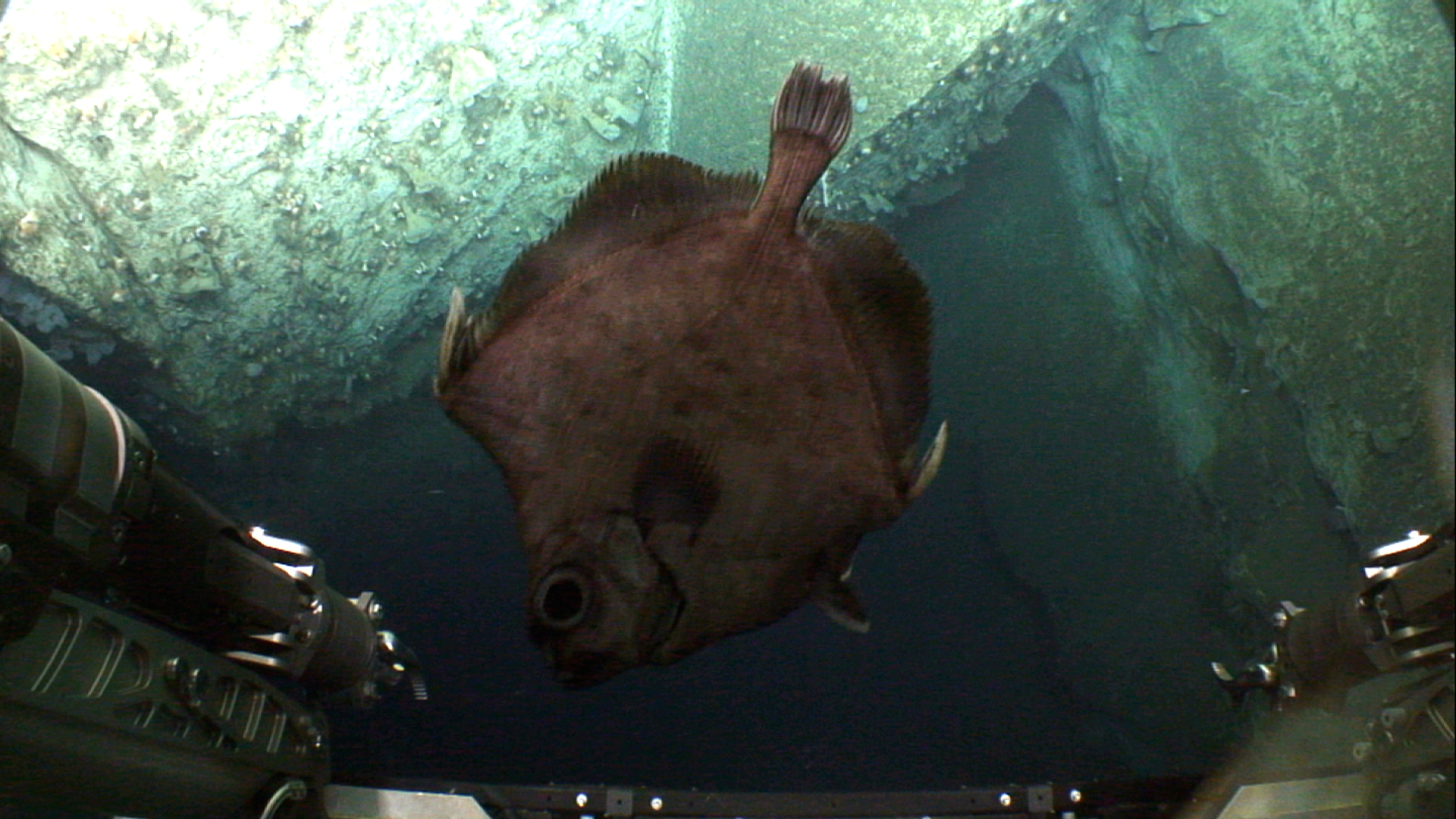
Esemplare non determinato

Oreosomatidae è una famiglia di pesci ossei marini appartenente all'ordine Zeiformes.

## Distribuzione e habitat
La famiglia è diffusa in tutti gli oceani ed ha il maggior numero di specie nei mari antartici, sudafricani e dell'Australia meridionale. Non sono presenti nel mar Mediterraneo.
Vivono prevalentemente nel piano batiale o nel piano abissale superiore fino a una profondità di circa 2000 metri.

## Descrizione
Questi pesci hanno corpo alto e compresso ai lati. La bocca è rivolta in alto e può allungarsi a tubo. Le scaglie sono piccole. Le forme giovanili portano alcune scaglie ossificate ognuna delle quali dotata di una spina.
La specie più grande è Pseudocyttus maculatus che raggiunge 68 cm di lunghezza. La taglia media delle altre specie della famiglia è di qualche decina di centimetri

## Biologia
Ignota.

## Specie
- Genere Allocyttus
  - Allocyttus folletti
  - Allocyttus guineensis
  - Allocyttus niger
  - Allocyttus verrucosus
- Genere Neocyttus
  - Neocyttus acanthorhynchus
  - Neocyttus helgae
  - Neocyttus psilorhynchus
  - Neocyttus rhomboidalis
- Genere Oreosoma
  - Oreosoma atlanticum
- Genere Pseudocyttus
  - Pseudocyttus maculatus[2]